# Közönséges lápcsillag
A közönséges lápcsillag (Narthecium ossifragum) nyugat-európai elterjedésű növényfaj, amely nedves, lápos élőhelyeken fordul elő, körülbelül 1000 méteres tengerszint feletti magasságig. Csomósan növekedő, szőrtelen, évelő növény, levelei keskenyek. Füzérvirágzatban növő sárga virágjait nyáron hozza; fényes narancssárga színű terméseit a Shetland-szigetek lakói régen a sáfrány helyett használták színezőanyagként. Angol elnevezése (Bog asphodel) megtévesztő, mert valójában nincs közeli rokonságban az Asphodelus nemzetséggel.
Latin faji epitethonja gyönge csontot jelent, és arra a régi hiedelemre utal, mely szerint azoknak a juhoknak, amelyek ebből a növényből táplálkoznak, törékenyek, gyengék lesznek a csontjaik. A hiedelem feltételezhető eredete abban kereshető, hogy a kalciumban szegény étrenden tartott birkák csontjai valóban gyengék lesznek, a lápcsillag pedig kimondottan kedveli a savanyú, kalciumban szegény talajokat.
Norvégiában a birkák egyfajta betegségét okozó növényként tartják számon a fajt. Nem minden forrás állítja, hogy a növény mérgező, így valószínűnek tűnik, hogy a faj által mutatott toxicitás a növény által egy gombás fertőzésre adott élettani válasz mellékhatása lehet.

## Képgaléria

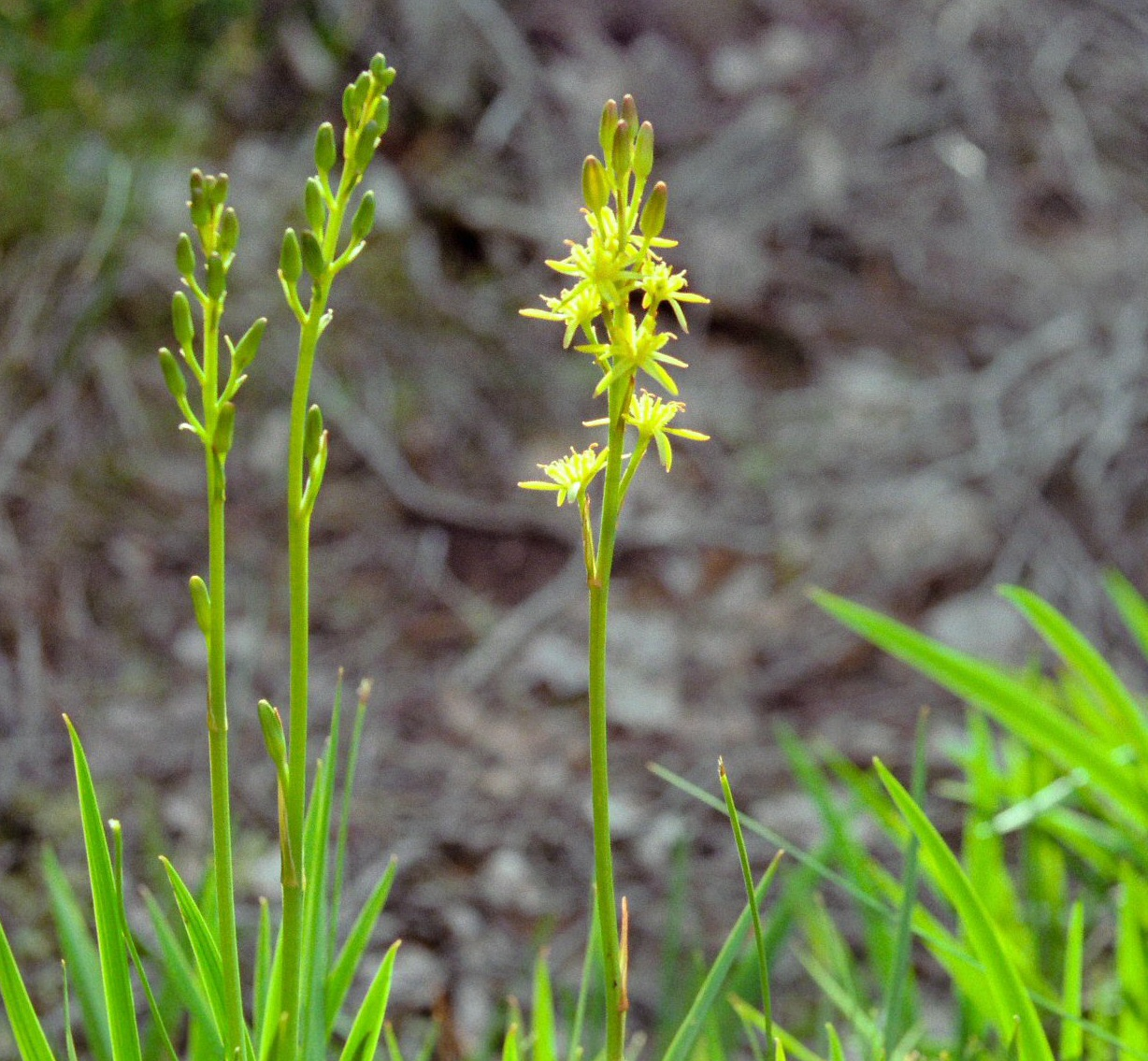
Virágzó lápcsillag
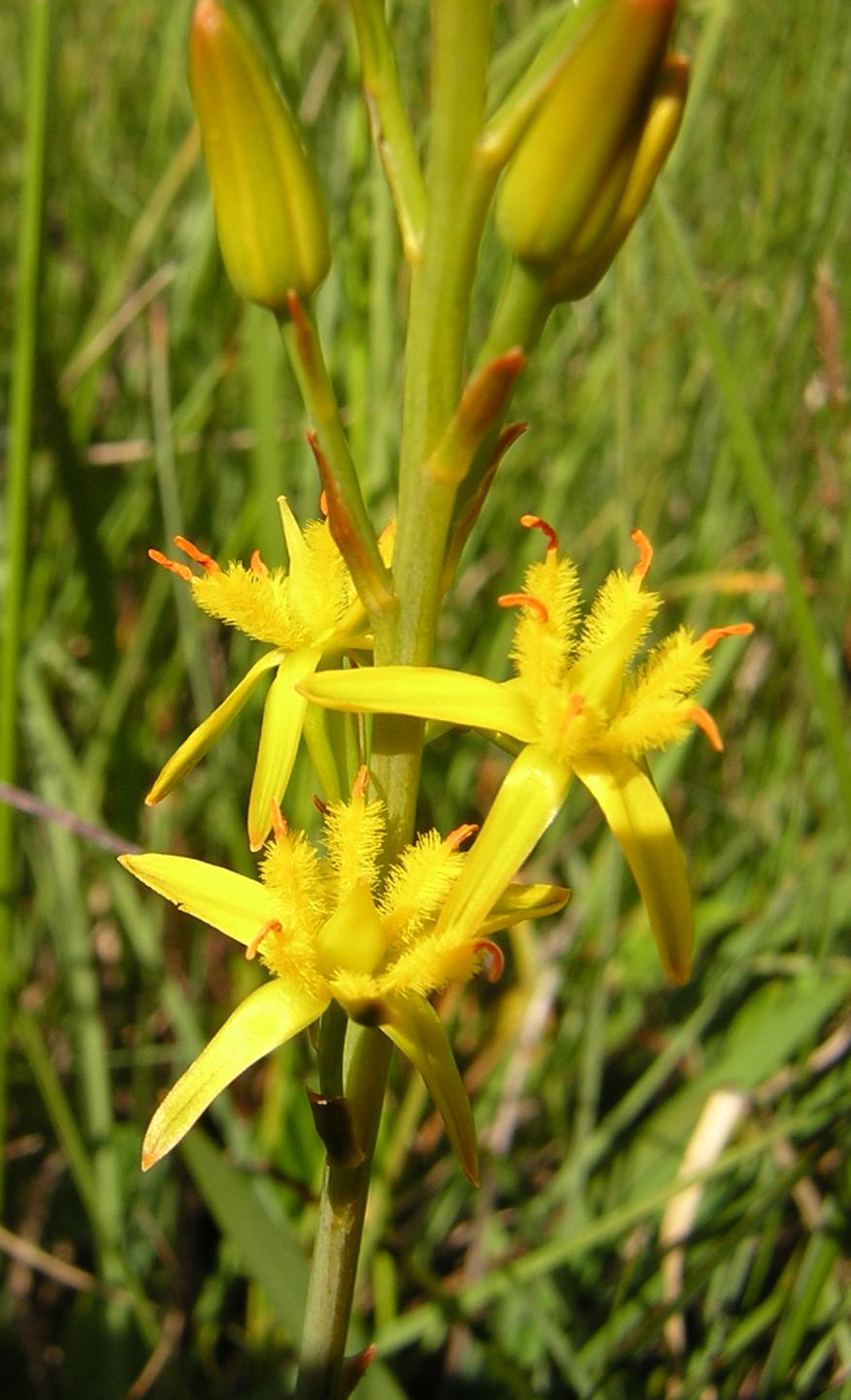
Virágja
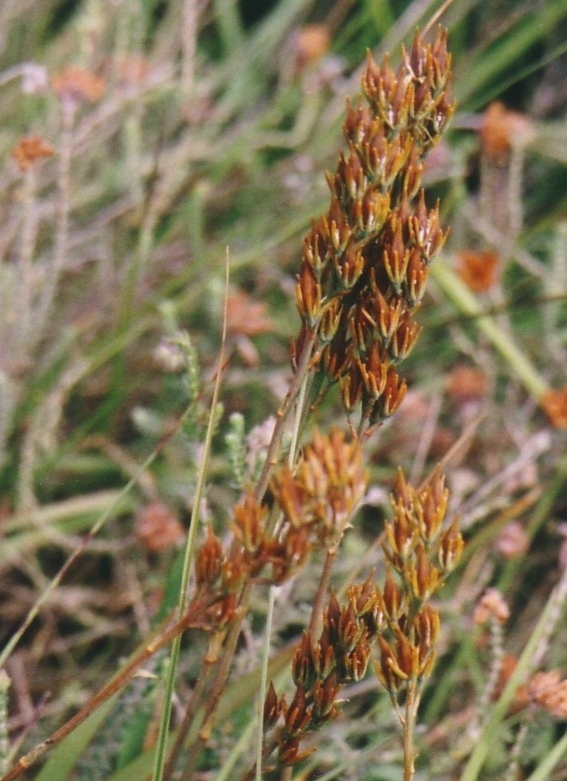
Termése
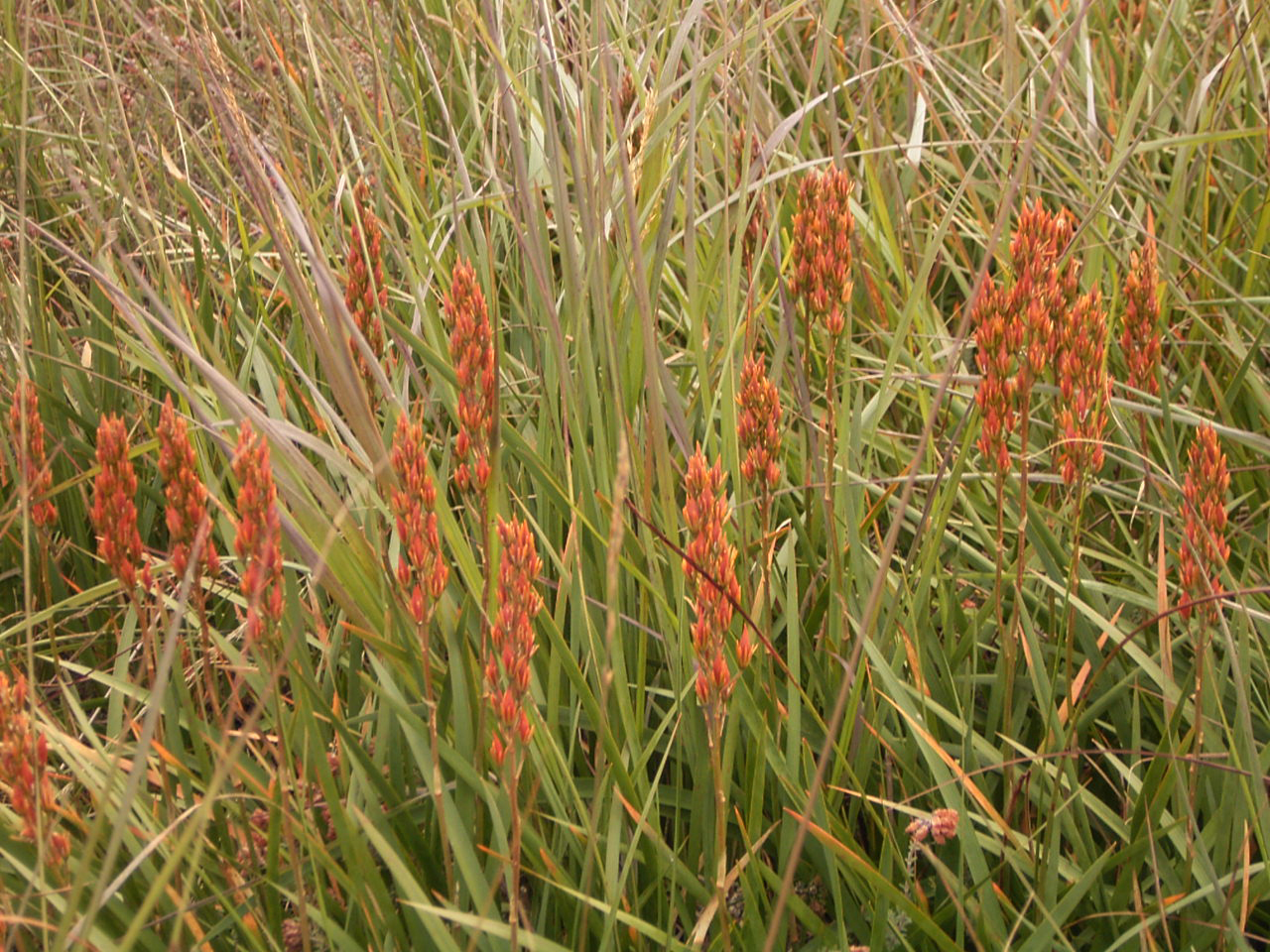
Termő lápcsillag
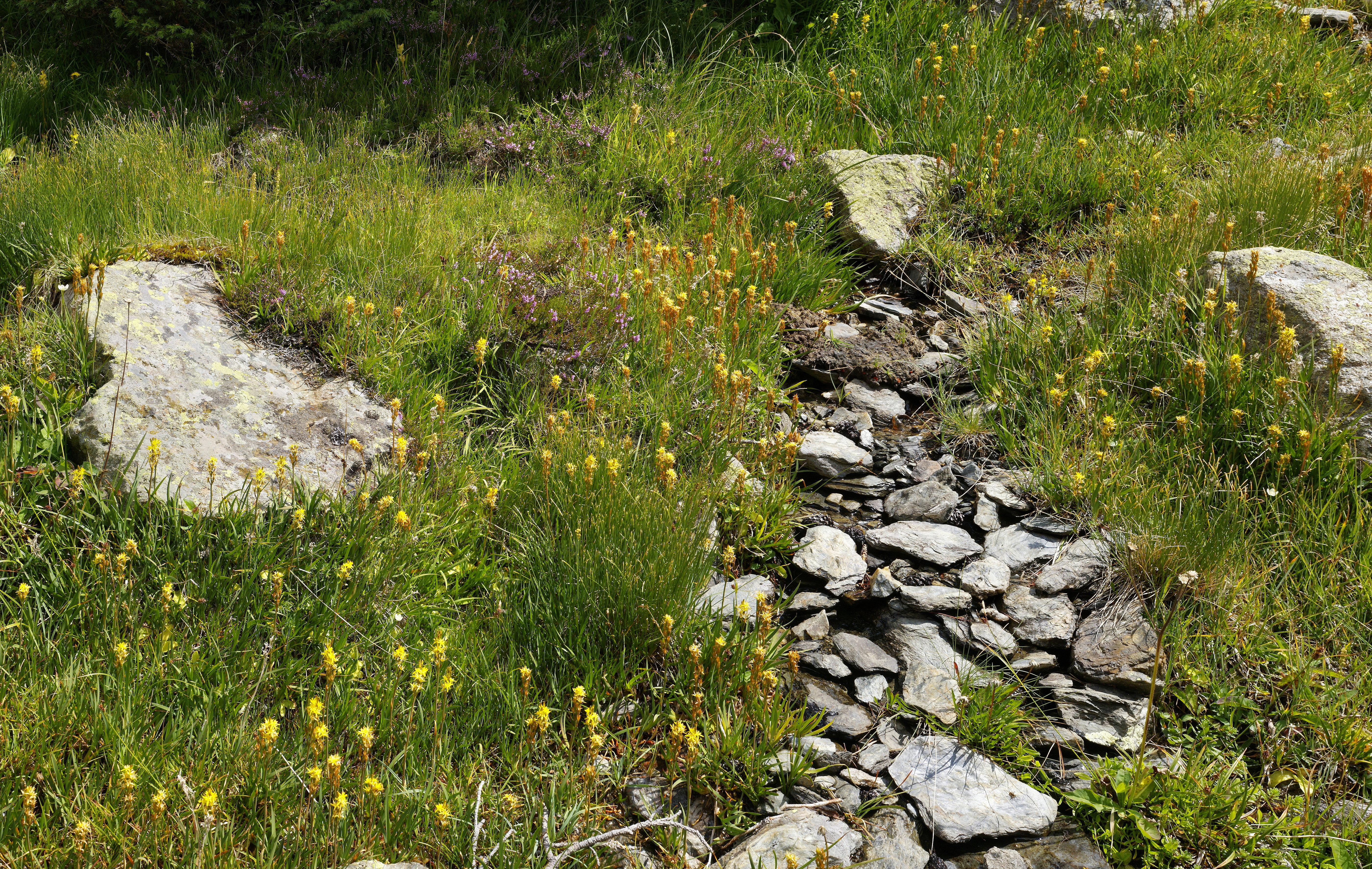
Élőhelye El Serrat (Andorra) közelében

## Illusztrációk

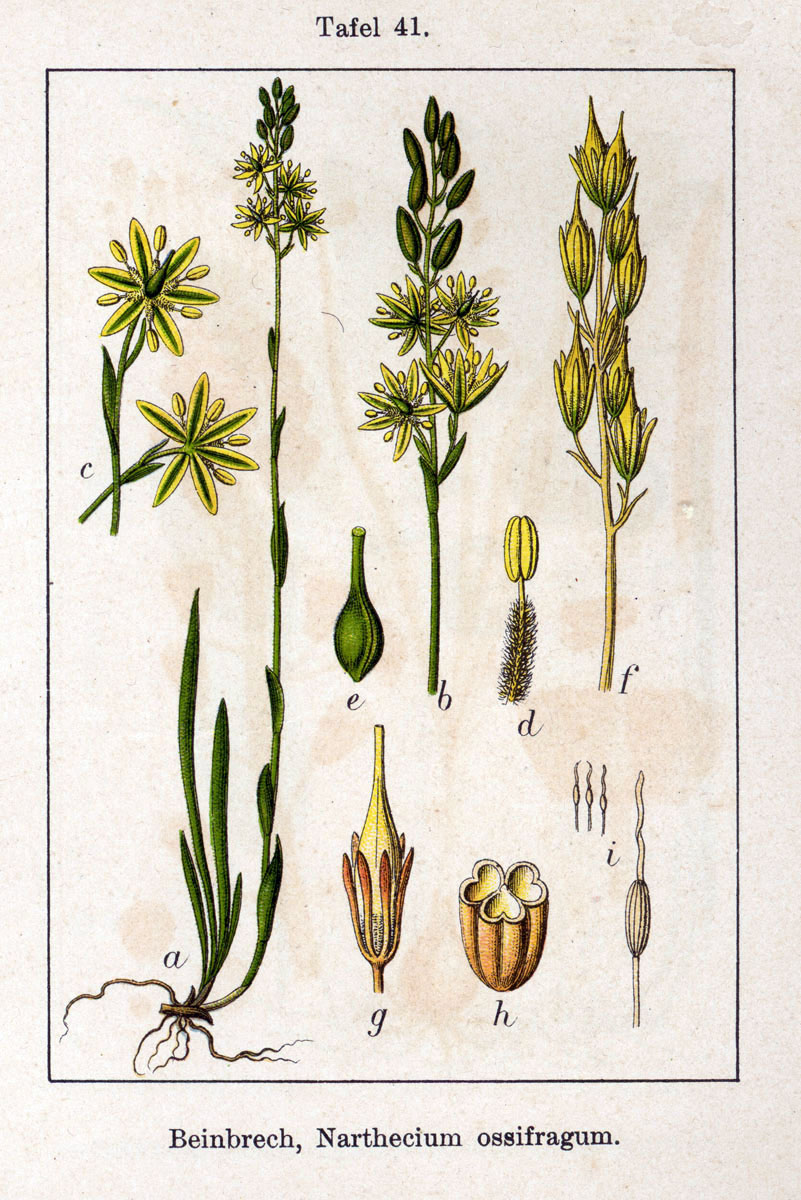
Narthecium ossifragum Illustration in: Jakob Sturm: "Deutschlands Flora in Abbildungen", Stuttgart (1796)
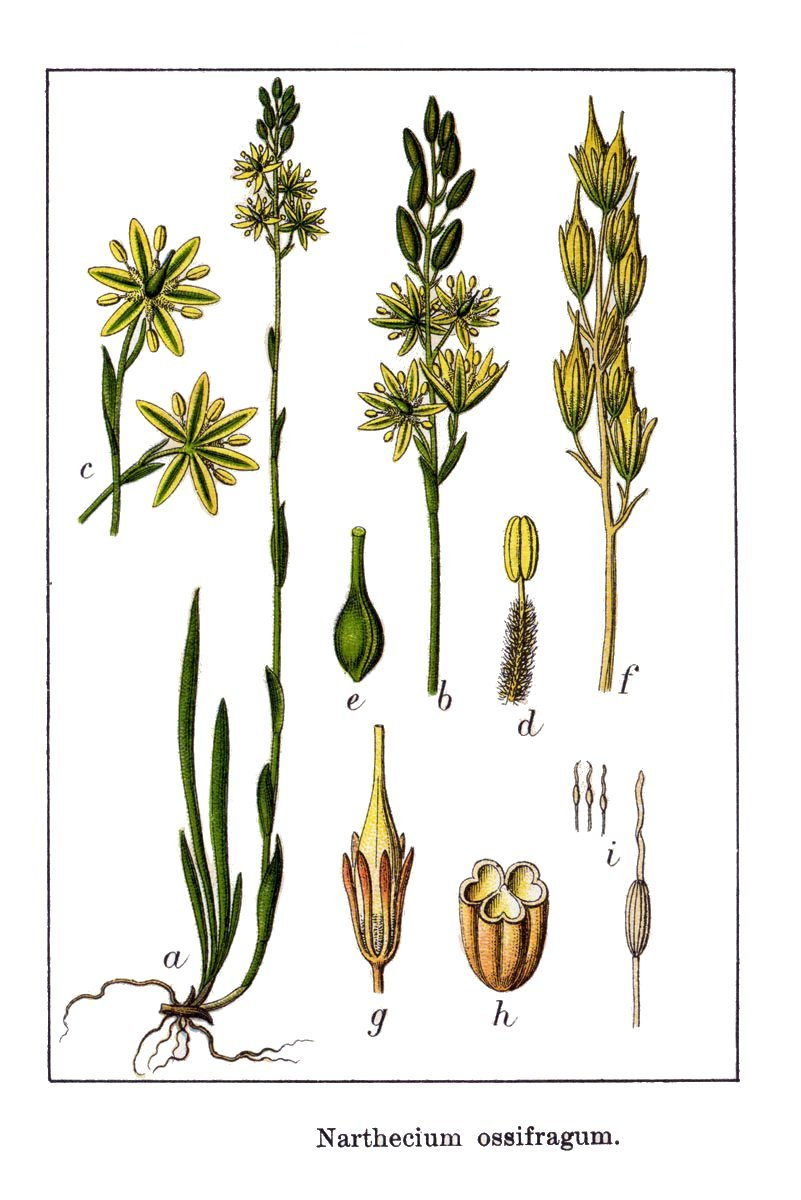
Narthecium ossifragum Illustration in: Jakob Sturm: "Deutschlands Flora in Abbildungen", Stuttgart (1796) clean version
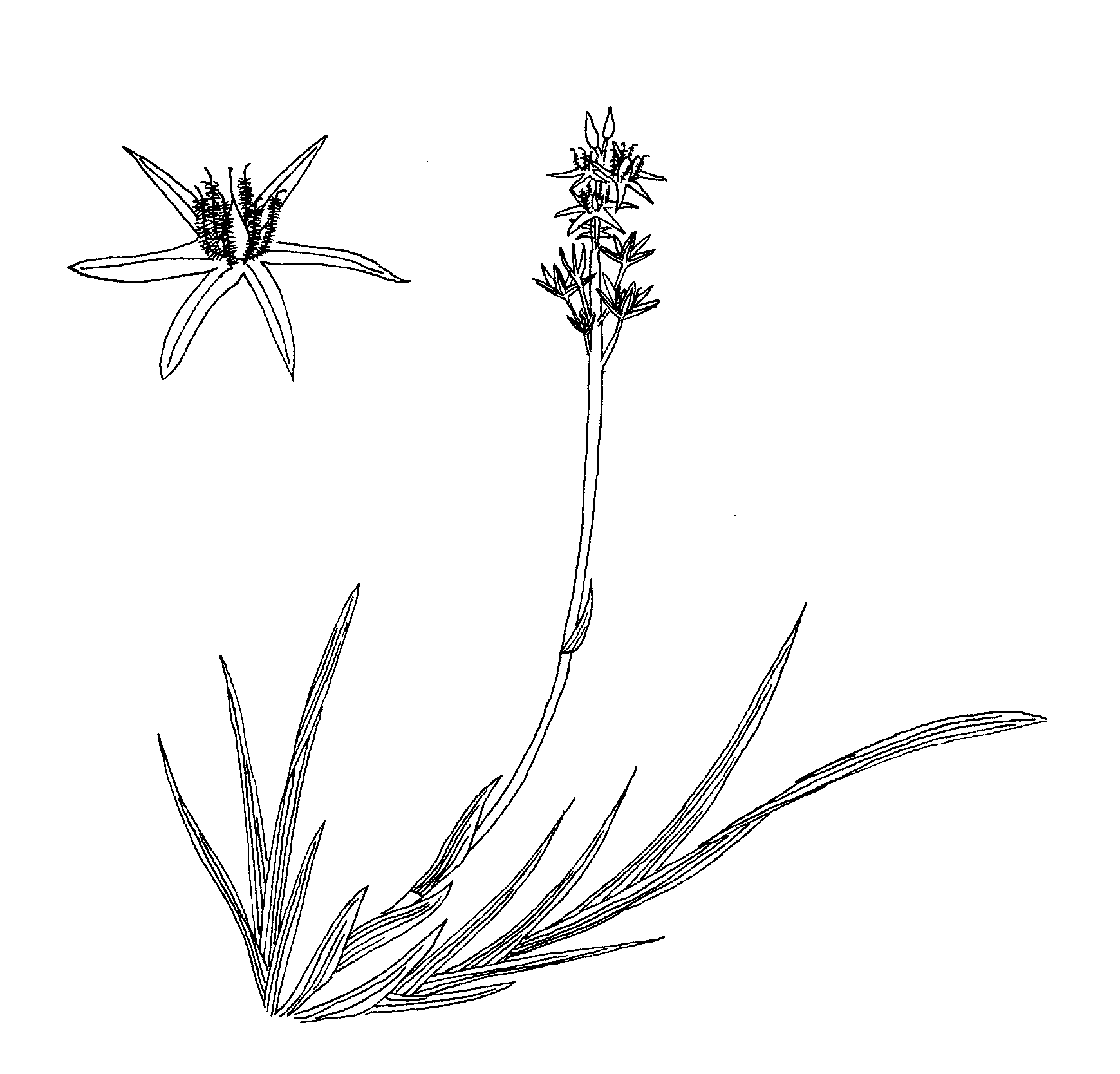
Narthecium ossifragum Drawing by Elly Waterman

- Narthecium ossifragum
Illustration in:
Jakob Sturm: "Deutschlands Flora in Abbildungen",
Stuttgart (1796)
clean version
- Narthecium ossifragum
Drawing by
 Elly Waterman

## Fordítás
- Ez a szócikk részben vagy egészben  a   Narthecium ossifragum című angol Wikipédia-szócikk ezen változatának fordításán alapul.  Az eredeti cikk szerkesztőit annak laptörténete sorolja fel. Ez a jelzés csupán a megfogalmazás eredetét és a szerzői jogokat jelzi, nem szolgál a cikkben szereplő információk forrásmegjelöléseként.